# Allium tel-avivense
Allium tel-avivense là một loài thực vật có hoa trong họ Amaryllidaceae. Loài này được Eig mô tả khoa học đầu tiên năm 1931.